# 臭化ウラン(III)
臭化ウラン(III)(Uranium(III) bromide)は、化学式UBr3の無機化合物で、放射性を持つ。

## 合成
臭化ウラン(III)は、金属ウランまたは水酸化ウラン(III)と臭化水素の反応、またはNH4UBr4·1.5CH3CN·6H2Oの熱分解により生成する。水や空気により急速に酸化されるため、合成は難しい。